# Hilaira excisa
Hilaira excisa là một loài nhện trong họ Linyphiidae.
Loài này thuộc chi Hilaira. Hilaira excisa được Octavius Pickard-Cambridge miêu tả năm 1871.